# Hans Hinrich Zielche

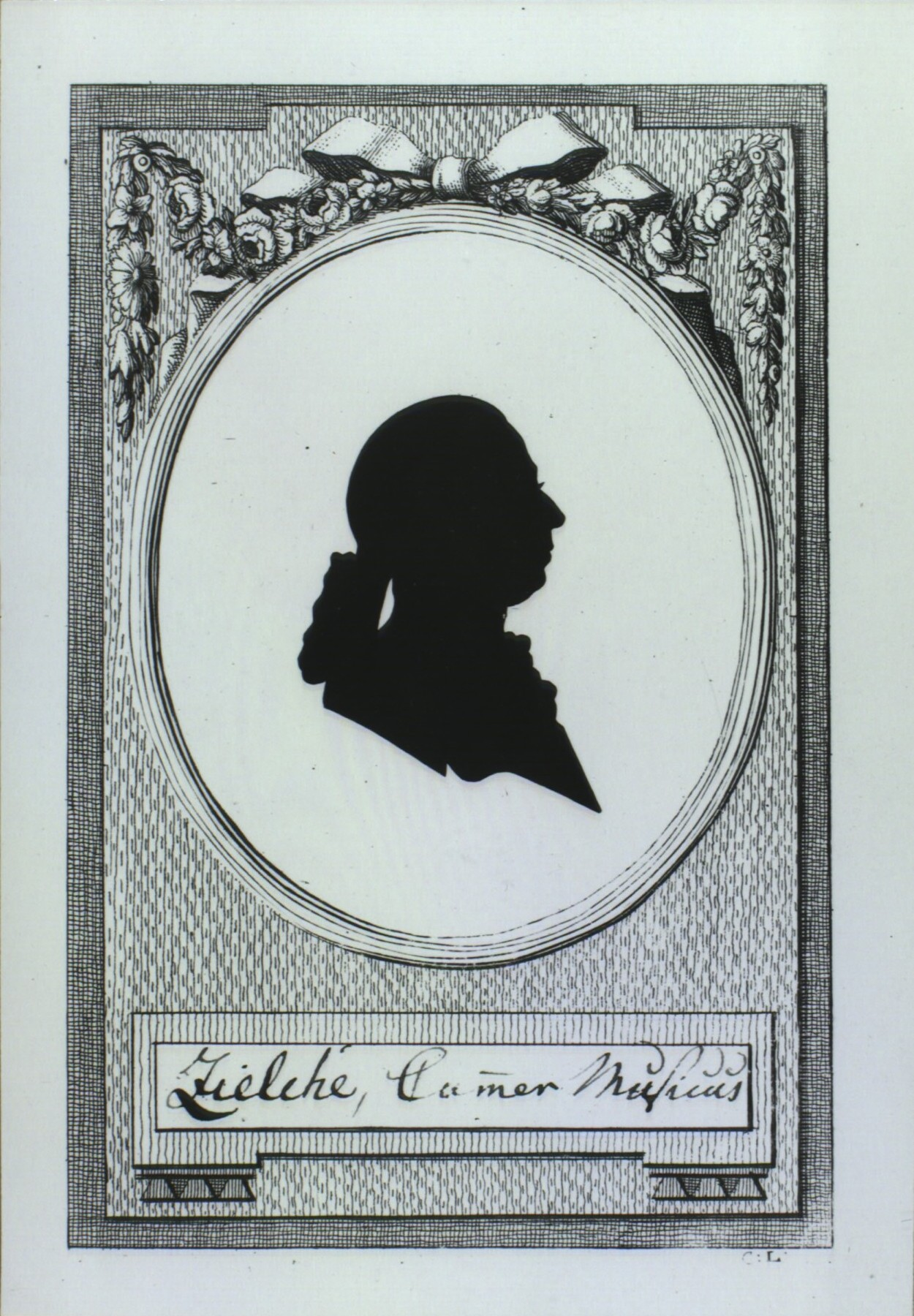
Hans Hinrich Zielche

Hans Hinrich Zielche (getauft am 22. Februar 1741 in Plön; † 13. Juni 1802 in Kopenhagen) war ein deutscher Flötist und Komponist.

## Leben und Wirken
Hans Hinrich Zielche war der Sohn eines gleichnamigen Vaters (* 1695/96; † 17. November 1783 in Plön) und dessen Ehefrau Anna Elisabeth, geborene, Sahr, die 1787 starb. Sein Vater war ab 1744 Gastwirt in Plön und Lakai und Flötist am Plöner Hof und erteilte seinem Sohn wahrscheinlich ersten Flötenunterricht. Herzog Friedrich Carl, der eine Hofkapelle hatte, finanzierte ihm 1757 einen sechsmonatigen Unterricht in Komposition bei Georg Philipp Telemann in Hamburg. Zur selben Zeit lernte er auch bei Friedrich Hartmann Graf, mit dem er später auch arrangierte und konzertierte.
Im Jahr 1770 folgte Zielche einem Ruf Christian VII., der seine Hofkapelle in Kopenhagen erweitern und verbessern wollte. Dort spielte er gemeinsam mit ehemaligen Mitgliedern der Kapelle aus Plön, darunter Konzertmeister Johann Ernst Hartmann. Zielche erhielt als einziger Musiker neben Hartmann eine Besoldung, was ein Anzeichen für sein musikalisches Können ist. 1770 wurde er zum ersten Flötisten der Kapelle, im Jahr darauf zum Hof- und Schlossorganisten ernannt. Zudem war er ein wichtiger Musiker, der bei privat organisierten Veranstaltungen spielte. Im Jahr 1785 folgte Johann Gottlieb Naumann einem Ruf nach Kopenhagen, woraufhin Zielche als einer von vier Solisten eine Zulage erhielt. Er musste danach nur noch bei Singspielen und Opern, aber nicht mehr bei Komödien und Balletten auftreten.
In den 1790er Jahren ließen Zielches musikalische Qualitäten nach. Er bestand jedoch darauf, weiterhin als Solist aufzutreten. 1795 unternahm A. W. Hauch den erfolglosen Versuch, ihn als Stadtmusikant nach Kopenhagen zu versetzen. Im Jahr darauf scheiterte Zielche als Solist während einer Probe des Singspiels „Hemmeligheden“ von Friedrich Ludwig Aemilius Kunze, woraufhin ihm Hauch eine Weiterbeschäftigung ohne Solistenzulage oder eine Pensionierung zu zwei Dritteln des Gesamtgehalts anbot. Zielche hatte finanzielle Probleme und Gicht und entschied sich für den Ruhestand, der ein würdevolleres Ende seiner Laufbahn darstellte.
Neben seinen Tätigkeiten als Musiker schrieb Zielche mehrere Kompositionen. Er vertonte das Singspiel „Belsor i Hytten“ von Ove Malling, das 1776 anlässlich des Geburtstags von Christian II. uraufgeführt, danach aber nur zwei weitere Male gespielt wurde. Darüber hinaus schrieb er die Musik für das Gedicht „Musikkens Pris“ von Knud Lyne Rahbek.
Zielche schrieb größtenteils Kammermusik, insbesondere für Flöte. Rund zwei Drittel seiner Werke waren Sonaten für Flöte und Basso continuo sowie Flötenquartette. Diese wurden auch in Deutschland vertrieben. Stilistisch arbeitete er mit gefälligen Melodien und einfachen Harmonien im Sinne der Vorklassik und der Mannheimer Schule. Nach 1800 wurden die Kompositionen offensichtlich binnen kurzer Zeit nicht mehr gespielt. Der Kammerherr Werner Giedde (1756–1816), der insbesondere Werke für Flöten sammelte, nahm Zielches Kompositionen in einer Form in seine Sammlung auf, die dem Original größtenteils entsprechen dürfte.